# Ayele Mezgebu
Ayele Mezgebu (ur. 6 stycznia 1973) - były etiopski lekkoatleta, specjalista od biegów przełajowych.

## Sukcesy
- srebrny medal podczas Mistrzostw Świata Juniorów w Lekkoatletyce (bieg na 3000 m z przeszkodami Seul 1992)
- 4 medale Mistrzostw świata w biegach przełajowych w drużynie. (3 brązowe - Budapeszt 1994, Stellenbosch 1996 i Turyn 1997 oraz srebro - Marrakesz 1998) indywidualnie Mezgebu najwyższą pozycję zajął w 1994 - 8. miejsce.
- brązowy medal Igrzysk afrykańskich (bieg na 5000 m Harare 1995)

Jego młodszy brat - Assefa również notował duże sukcesy w biegach przełajowych, a także na bieżni.

## Rekordy życiowe
- bieg na 5000 m - 13:21.21 (2003 & 2004)
- bieg na 10 000 m - 28:22.06 (1997)
- bieg na 3000 m z przeszkodami - 8:28.22 (1998)